# Тыпчилештово
Тыпчилештово (болг. Тъпчилещово) — село в Болгарии. Находится в Тырговиштской области, входит в общину Омуртаг. Население составляет 64 человека (2022).

## Политическая ситуация
Тыпчилештово подчиняется непосредственно общине и не имеет своего кмета.
Кмет (мэр) общины Омуртаг — Неждет Джевдет Шабан Движение за права и свободы (ДПС)) по результатам выборов в правление общины.